# Гуревск (Кемеровска област)
 Тази статия е за града в Кемеровска област.  За града в Калининградска област вижте Гуревск (Калининградска област).  
Гуревск (на руски: Гурьевск) е град в Русия, административен център на Гуревски район, Кемеровска област.

## География
Намира се край река Бачат на 150 км от Кемерово. Населението на града към 1 януари 2018 година е 22 872 души.

## История
Основан е като селище при завод за сребро, чийто пуск се състои на 15 ноември 1816 г. в деня на свети Гурий, на когото са наречени заводът и селището. По друга версия селището е наименувано в чест на министъра на финансите (1810 – 1823) Дмитрий Александрович Гурев (Гурьев).
Гуревск получава статут на град през 1938 година.

## Икономика
Заводът се препрофилира от производство на сребро на продукти от желязо. Става градообразуващо предприятие на селището, около което то се разраства. Днес се казва Гуревски металургичен завод.
Възникват и други предприятия – нефтопреработващ завод, фабрика и пр. Има железопътна гара и автобусни превози.